# Especies de espacios
Especies de espacios (en francés, Espèces d'espaces) es un libro del escritor francés Georges Perec (1936-1982), escrito en París entre 1973 y 1974, y publicado originalmente en Francia en 1974 en la colección «L'espace critique» de Éditions Galilée. En castellano fue publicado por primera vez en abril de 1999 por la editorial Montesinos, gracias a la traducción de Jesús Camarero, quien incluye una introducción en la edición castellana.
Este libro, dedicado a Pierre Getzler, corresponde a una serie de textos breves relacionados con el concepto físico del espacio.

## Historia editorial
El mismo año 1974 en que se publicó este libro, Perec publicó un extracto para la revista Les Nouvelles littéraires, en un artículo titulado «Journal d'un usager de l'espace».

## Estructura
La versión en castellano del libro comienza con una introducción de Jesús Camarero titulada «Escribir y leer el espacio», en la cual se refiere sucintamente al espacio-tiempo como concepto sobre el cual se inscribe la realidad. También habla de la fragmentación, como tópico recurrente en la obra de Perec en general, y del contenido y estructura de este libro en particular, cuyo protagonista es el concepto físico de espacio.
El libro como tal inicia con un prólogo del autor, y luego se divide en capítulos ordenados cualitativamente, sin numeración. El primer capítulo se refiere a un espacio concreto y específico, como es una página, y luego se va concentrando sucesivamente en espacios más grandes y generales. El libro puede leerse siguiendo cualquier orden, no necesariamente el cronológico. Además se utilizan distintas tipografías, textos breves y fragmentados, y una distribución espacial particular de los textos y de las ausencias de texto.
En distintas subsecciones, se incluyen epígrafes y citas de distintos autores, tales como Lewis Carroll, Paul Éluard, Henri Michaux, Michel Leiris, José María de Heredia, Jean Tardieu, Raymond Queneau, Julio Verne, Gustave Flaubert, Italo Calvino, Laurence Sterne, Pierre Dac, Jonathan Swift, Jacques Roubaud o David Rousset.
Hacia el final se incluye un anexo titulado «repertorio de algunas palabras utilizadas en esta obra», que incluye palabras y términos, cada una de las cuales aparecen mencionadas una única vez en todo el libro, salvo la palabra «cerezas», que es mencionada en dos ocasiones. El libro finaliza con un índice, que menciona el contenido del libro sólo a grandes rasgos, sin profundizar en sus pequeñas subsecciones o en algunas páginas aisladas de los capítulos.

## Contenido
| Capítulo o sección | Temática |
| ------------------ | --- |
| «Prólogo»          | Sobre la multiplicidad, la fragmentariedad y la diversidad de los espacios que habitamos. |
| «La página»        | La página como espacio virgen que se ocupa con palabras y símbolos que dicen algo. |
| «La cama»          | Las camas en general y su propia cama. |
| «La habitación»    | Recuerdos de lugares donde ha dormido, y algunas divagaciones sobre las habitaciones en general. |
| «El apartamento»   | Las distintas piezas que conforman un apartamento como espacios funcionales específicos. Sobre sus posibles usos ficticios, y la existencia de posibles espacios no funcionales o inútiles. Sobre el habitar y deshabitar un apartamento. Sobre sus puertas, escaleras y paredes. |
| «El inmueble»      | Sobre el proyecto de novela La vida instrucciones de uso, en parte inspirado en un dibujo de Saul Steinberg, que retrata un edificio al que se le han quitado las paredes, permitiendo ver el interior; descripción inventariada de dicho edificio. Sobre algunas cosas que deberíamos hacer de vez en cuando con nuestro inmueble, el de nuestros vecinos, y el inmueble en general. |
| «La calle»         | Descripción de los elementos que conforman una calle. Invitación a prestar especial atención en los detalles más comunes que dan vida a una calle. Proyecto de una descripción metódica a lo largo de doce años, de doce lugares en los que ha vivido. |
| «El barrio»        | Distintas definiciones algo ambiguas de «barrio». Sobre la vida de barrio, y un cuestionamiento al encapsulamiento de los barrios, en contra del fenómeno de la «dispersión». |
| «La ciudad»        | La dificultad de definir «ciudad», en la medida que éstas crecen y se transforman en el tiempo. Sobre su bien conocida y estimada París, y los dubitativos pasos en ciudades extranjeras, como Londres. |
| «El campo»         | Lo extraño e indiferente que a él, un hombre de ciudad, le resulta el campo. Cosas utópicas que sabríamos y haríamos si viviera en el campo. Sobre nuestra resistencia al cambio. |
| «El país»          | Sobre las fronteras, las diferencias y semejanzas de aquello que dividen; ejemplos de fronteras y los millones de muertes a causa de ellas. Descripción impersonal de Francia. |
| «Europa»           | Descripción sucinta e impersonal de «Europa» y «viejo continente»; una mención cómica al «nuevo continente». |
| «El mundo»         | Sobre el viajar alrededor del mundo inabarcable, conocer y reconocer los lugares soñados, y sobre todo descubrir los lugares comunes que no imaginábamos. El viaje como la recuperación de un sentido, y no como una acumulación desesperante de imágenes y conquistas. |
| «El espacio»       | Relación de la vista con el espacio. Los puntos de referencia, las medidas, ejemplos de espacios particulares. La fragilidad del espacio. |